# Журкин, Николай Ильич
Никола́й Ильи́ч Жу́ркин (1931—2002) — советский хозяйственный, государственный и политический деятель.

## Биография
Родился в 1931 году в селе Коробкино Дмитриевского района Курской области. Член ВКП(б).
С 1956 года — на хозяйственной, общественной и политической работе. В 1956—1990 гг. — колхозник, районный мелиоратор, заведующий орготделом районного комитета КПСС, председатель колхоза, учитель в Медвенском районе Курской области, председатель колхоза «Страна Советов» Обоянского района, начальник Обоянского районного производственного управления сельского хозяйства, первый секретарь Суджанского райкома КПСС, председатель Курского облисполкома.
Избирался депутатом Верховного Совета РСФСР 10-го и 11-го созывов.
Умер в 2002 году.